# Red Bull Air Race World Championship 2015
Red Bull Air Race World Series 2015 był dziesiątym sezonem Red Bull Air Race.

## Piloci

### Master Class
| Master Class | Master Class      | Master Class     | Master Class |
| Nr.          | Pilot             | Samolot          | Rundy        |
| ------------ | ----------------- | ---------------- | ------------ |
| 22           | Hannes Arch       | Zivko Edge 540   | Wszystkie    |
| 91           | Péter Besenyei    | Corvus Racer 540 | 1–3          |
| 91           | Péter Besenyei    | Zivko Edge 540   | 4–8          |
| 55           | Paul Bonhomme     | Zivko Edge 540   | Wszystkie    |
| 10           | Kirby Chambliss   | Zivko Edge 540   | Wszystkie    |
| 21           | Matthias Dolderer | Zivko Edge 540   | Wszystkie    |
| 99           | Michael Goulian   | Zivko Edge 540   | Wszystkie    |
| 95           | Matt Hall         | MX Aircraft MXS  | Wszystkie    |
| 27           | Nicolas Ivanoff   | Zivko Edge 540   | Wszystkie    |
| 9            | Nigel Lamb        | MX Aircraft MXS  | Wszystkie    |
| 12           | François Le Vot   | Zivko Edge 540   | Wszystkie    |
| 84           | Pete McLeod       | Zivko Edge 540   | Wszystkie    |
| 31           | Yoshihide Muroya  | Zivko Edge 540   | Wszystkie    |
| 8            | Martin Šonka      | Zivko Edge 540   | Wszystkie    |
| 26           | Juan Velarde      | Zivko Edge 540   | Wszystkie    |

### Challenger Cup
| Nr. | Pilot           | Rundy       |
| --- | --------------- | ----------- |
| 77  | Francis Barros  | 1–3, 5–7    |
| 62  | Florian Bergér  | 1–2, 4–8    |
| 5   | Cristian Bolton | 1–5, 7–8    |
| 11  | Mikaël Brageot  | 1, 3–4, 6–8 |
| 18  | Petr Kopfstein  | 1–2, 4–8    |
| 37  | Peter Podlunšek | 2–8         |
| 17  | Daniel Ryfa     | 1–6, 8      |

Wszyscy piloci Challenge używają samolotu Extra E-330LX

## Kalendarz zawodów
| Runda | Państwo                      | Miejscowość                         | Data               | Zwycięzca kwalifikacji | Zwycięzca wyścigu | Zwycięzca w klasie Challenge |
| ----- | ---------------------------- | ----------------------------------- | ------------------ | ---------------------- | ----------------- | ---------------------------- |
| 1     | Zjednoczone Emiraty Arabskie | Abu Dhabi                           | 13-14 Lutego       | Paul Bonhomme          | Paul Bonhomme     | Cristian Bolton              |
| 2     | Japonia                      | Makuhari, Chiba                     | 16-17 Maja         | Nicolas Ivanoff        | Paul Bonhomme     | Petr Kopfstein               |
| 3     | Chorwacja                    | Rovinj                              | 30-31 Maja         | Paul Bonhomme          | Hannes Arch       | Daniel Ryfa                  |
| 4     | Węgry                        | Budapest                            | 4-5 Lipca          | Matt Hall              | Hannes Arch       | Daniel Ryfa                  |
| 5     | Wielka Brytania              | Ascot Racecourse, Ascot             | 15-16 Sierpnia     | Paul Bonhomme          | Paul Bonhomme     | Petr Kopfstein               |
| 6     | Austria                      | Red Bull Ring, Spielberg            | 5-6 Września       | odwołany               | Matt Hall         | Mikaël Brageot               |
| 7     | Stany Zjednoczone            | Texas Motor Speedway, Fort Worth    | 26-27 Września     | Matthias Dolderer      | Paul Bonhomme     | Mikaël Brageot               |
| 8     | Stany Zjednoczone            | Las Vegas Motor Speedway, Las Vegas | 17-18 Października | Yoshihide Muroya       | Matt Hall         | Mikaël Brageot               |

## Wyniki

### Master Class
| Pozycja | 1  | 2 | 3 | 4 | 5 | 6 | 7 | 8 | 9–12 |
| Punkty  | 12 | 9 | 7 | 5 | 4 | 3 | 2 | 1 | 0    |

| Mj. | Pilot             | ABU | CHI | ROV | BUD | ASC | SPE | FTW | LVG | Punkty |
| --- | ----------------- | --- | --- | --- | --- | --- | --- | --- | --- | ------ |
| 1   | Paul Bonhomme     | 1   | 1   | 8   | 2   | 1   | 2   | 1   | 2   | 76     |
| 2   | Matt Hall         | 2   | 2   | 3   | 5   | 2   | 1   | 2   | 1   | 71     |
| 3   | Hannes Arch       | 4   | 11  | 1   | 1   | 8   | 13  | 10  | 5   | 34     |
| 4   | Martin Šonka      | 10  | 10  | 2   | 3   | 7   | 4   | 4   | 8   | 29     |
| 5   | Matthias Dolderer | 9   | 3   | 6   | 7   | 10  | 6   | 5   | 3   | 26     |
| 6   | Yoshihide Muroya  | 6   | 8   | 10  | 9   | 3   | 10  | 3   | 4   | 23     |
| 7   | Nigel Lamb        | 5   | 5   | 5   | 8   | 5   | 12  | 6   | 10  | 20     |
| 8   | Pete McLeod       | 3   | 12  | 7   | 4   | 13  | 5   | 8   | 11  | 19     |
| 9   | Nicolas Ivanoff   | 8   | 4   | 9   | 14  | 4   | 9   | 7   | 7   | 15     |
| 10  | Michael Goulian   | 12  | 6   | 4   | 11  | 9   | 7   | 9   | 6   | 13     |
| 11  | Kirby Chambliss   | DNS | 7   | 11  | 10  | 12  | 3   | 11  | 12  | 9      |
| 12  | Péter Besenyei    | 7   | 13  | 12  | 6   | 6   | 8   | 12  | 13  | 9      |
| 13  | Juan Velarde      | 13  | 9   | 13  | 13  | 11  | 11  | 13  | 9   | 0      |
| 14  | François Le Vot   | 11  | 14  | 14  | 12  | 14  | DSQ | 14  | 14  | 0      |

### Challenger Cup
| Pozycja | 1  | 2 | 3 | 4 | 5 | 6 |
| Punkty  | 10 | 8 | 6 | 4 | 2 | 0 |

| Mj. | Pilot           | ABU | CHI | ROV | BUD | ASC | SPE | FTW | Punkty |
| --- | --------------- | --- | --- | --- | --- | --- | --- | --- | ------ |
| 1   | Mikaël Brageot  | 3   |     | 2   | 2   |     | 1   | 1   | 28     |
| 2   | Daniel Ryfa     | 5   | 2   | 1   | 1   | 3   | 3   |     | 28     |
| 3   | Petr Kopfstein  | 2   | 1   |     | 4   | 1   | 2   | 6   | 28     |
| 4   | Cristian Bolton | 1   | 3   | 3   | 5   | 2   |     | 4   | 24     |
| 5   | Peter Podlunšek |     | 6   | 4   | 3   | 4   | 4   | 2   | 18     |
| 6   | Florian Bergér  | 4   | 4   |     | 6   | 5   | 5   | 3   | 14     |
| 7   | Francis Barros  | DSQ | 5   | 5   |     | 6   | 6   | 5   | 6      |